# Garm
Garm (în tadjică Ғарм) este un oraș din Tadjikistan.